# Bad Boys: Ride or Die
Bad Boys: Ride or Die is een Amerikaanse actiefilm uit 2024, geregisseerd door Adil El Arbi en Bilall Fallah. De film is de sequel van Bad Boys for Life (2020) en het vierde deel in de Bad Boys-franchise. Will Smith, Martin Lawrence, Vanessa Hudgens, Alexander Ludwig, Paola Núñez, Jacob Scipio, Joe Pantoliano en DJ Khaled hernemen hun rollen uit de vorige film. Tasha Smith neemt de rol van Theresa Burnett over van Theresa Randle, die het personage speelde in de eerste drie films.

## Verhaal
Rechercheurs Mike Lowrey en Marcus Burnett uit Miami onderzoeken de corruptie binnen de politie van Miami wanneer hun overleden kapitein Conrad Howard postuum wordt beschuldigd van betrokkenheid bij drugskartels. Nadat een val voor hen opgezet werd, worden ze zelf voortvluchtigen en worden ze gedwongen buiten de wet te werken om de zaak op te lossen.

## Rolverdeling
| Acteur           | Personage                                  |
| ---------------- | ------------------------------------------ |
| Will Smith       | Detective Lieutenant Michael "Mike" Lowrey |
| Martin Lawrence  | Inspector Marcus Burnett                   |
| Vanessa Hudgens  | Kelly                                      |
| Alexander Ludwig | Dorn                                       |
| Paola Núñez      | Rita                                       |
| Jacob Scipio     | Armando Armas                              |
| Joe Pantoliano   | Captain Conrad Howard                      |
| Tasha Smith      | Theresa Burnett                            |
| DJ Khaled        | Manny the Butcher                          |
| Eric Dane        | Banker                                     |
| Ioan Gruffudd    | Lockwood                                   |
| Melanie Liburd   | Christine                                  |
| Tiffany Haddish  | Tabitha                                    |
| John Salley      | Fletcher                                   |

## Productie
Na het kassucces van Bad Boys for Life tijdens zijn openingsweekend kondigde Sony meteen plannen aan voor een vierde film, waarbij Chris Bremner opnieuw het script zou schrijven. In april 2022 werd gemeld dat de ontwikkeling van de vierde film werd opgeschort in het licht van het incident waarbij Will Smith Chris Rock een klap gaf tijdens de 94ste Oscaruitreiking. De volgende maand sprak Tom Rothman, hoofdvoorzitter van Sony, dat bericht tegen en bevestigde dat de vierde film nog steeds in ontwikkeling was. De belangrijkste filmopnames begonnen op 3 april 2023 in Atlanta (Georgia) en Miami (Florida). Het filmen werd in juli opgeschort vanwege de SAG-AFTRA-staking. en werd officieel afgerond op 4 maart 2024.
Bad Boys: Ride or Die wordt geproduceerd door Columbia Pictures in samenwerking met Don Simpson/Jerry Bruckheimer Films, Westbrook Studios en 2.0 Entertainment, en wordt gedistribueerd door Sony Pictures Releasing.

## Release en ontvangst
Bad Boys: Ride or Die ging op 7 juni 2024 in première in de Verenigde Staten en Canada naast The Watchers en aanvankelijk werd verwacht dat hij tijdens het openingsweekend ongeveer US$ 40 miljoen zou opleveren uit 3850 bioscopen. Uiteindelijk bracht hij US$ 56 miljoen in de Verenigde Staten en Canada, goed voor een eerste plaats, en US$ 48,6 miljoen in andere gebieden, goed voor een wereldwijd totaal van US$ 104,6 miljoen.
De film kreeg gemengde kritieken van de filmcritici, met een score van 63% op Rotten Tomatoes, gebaseerd op 177 beoordelingen.